# Будо, Халим
Халим Будо (алб. Halim Budo; 15 июля 1913, Гирокастра, Албания — 1971) — албанский дипломат. Посол Албании в ГДР и Чехословакии. Постоянный представитель Албании в ООН с 1961 по 1970 год.

## Биография
Халим Будо родился 15 июля 1913 года в Гирокастре. Окончив Албанский национальный лицей в Корче, он поступил в Лионский университет, где получил диплом юриста. Вскоре после обучения он был арестован и сослан в Дурресский Порт Романо за посещение антифашистской школы Люфта. Во время Второй мировой войны он боролся за независимость Албании в рядах Национально-освободительной армии.
Первым шагом в его дипломатической карьере стала служба в качестве члена делегации НОА в штабе союзных войск в итальянском городе Бари. В 1945 году Халим Будо участвовал в Специальном суде, в качестве генерального секретаря министерства юстиции. После провозглашения Народной Социалистической Республики Албания Халим был назначен директором Министерства иностранных дел. В 1949 году Будо стал подписантом четвёртой женевской конвенции от Албании. В 1951 году он стал послом в Чехословакии и в ГДР, а через десять лет постоянным представителем Албании при ООН. Там Халим Будо оказывал всяческую поддержку Китайской Народной Республике в её стремлении к членству в организации.
В феврале 1965 года Будо стал инициатором небольшого скандала в стенах Организации Объединённых Наций. Тогда председатель 19-й сессии ГА ООН Алекс Куэйсон-Сэки предложил закрыть заседание без проведения голосования по вопросу членства КНР в организации, так как США оспаривали право СССР на голосование из-за его задолженности по взносам на поддержание мира, однако Будо настаивал на вотировании. Обвинив США и СССР в сбое работы ГА ООН, он предложил провести поимённое голосование по вопросу о том, следует ли ассамблее «приступить к своей обычной работе». Куэйсон-Сэки сказал что надеется на то, что Будо не будет настаивать на этом, ввиду наличия стандартной процедуры отказа от голосования. Размахивая карандашом, Будо сказал что будет настаивать, несмотря на замечания из зала о «немыслимости» его ходатайства. В это время к Куэйсону-Сэки поднялся представитель Швеции Сверкер Острём и напомнил о возможности председателя отложить обсуждение такого вопроса на любой срок по своему усмотрению. Куэйсон-Сэки воспользовался этим советом и отложил рассмотрение ходатайства Будо на два дня. Спустя два дня, на едва начавшемся собрании Будо вскочил и крикнул: «Внимание к порядку!». Председатель крикнул в ответ: «Представитель Албании не имел право слова! Сначала должен высказаться я!». Будо проигнорировал слова Куэйсона-Сэки и размахивая руками, бормоча что-то по-французски, занял трибуну под председателем и повернулся лицом к делегатам. Когда Будо только начал говорить, его микрофон отключили, а представитель Саудовской Аравии Джамиль Баруди поднялся к трибуне, взял Будо за руку и повёл его обратно на своё место. Когда трибуну занял представитель США Эдлай Стивенсон, Будо пытался мешать ему выступать, громко перебивая и подшучивая. Стивенсон заявил что США на этот раз уступят и не будут оспаривать право СССР на голосование. После этого ассамблея проголосовала против по «китайскому» вопросу (97 голосов «против», 2 голоса «за»). В том же году он осудил американское вторжение во Вьетнам.